# Another One
Another One é um mini-LP do músico canadense Mac DeMarco lançado em 7 de agosto de 2015 pela gravadora Captured Tracks. O mini-LP foi precedido pelo lançamento de quatro streaming de singles no Spotify, "The Way You'd Love Her" "Another One", "I've Been Waiting For Her", e "No Other Heart". A faixa-título foi acompanhado por um vídeo musical dirigido pelo próprio DeMarco.
"Another One" foi gravada por DeMarco em sua casa em Far Rockaway, Queens, New York entre datas da turnê promovendo seu álbum de estúdio anterior Salad Days (2014). As canções foram escritas dentro de uma semana e gravou na semana seguinte e meio.
O lançamento do mini-LP foi anunciado em 22 de abril de 2015. Junto com o extended play, 43 datas da turnê, começando em abril e terminam em setembro, foram anunciados. DeMarco está definido para executar em vários festivais norte-americanos e europeus e também será a atração principal concertos em ambos os continentes. Dinner apoiou em suas primeiras três datas, em Portland, Seattle e Vancouver.

## Faixas
Todas as faixas do álbum são de autoria de Mac DeMarco.
1. The Way You'd Love Her 2:37
2. Another One 2:40
3. No Other Heart 2:54
4. Just To Put Me Down 3:18
5. A Heart Like Hers 4:02
6. I've Been Waiting For Her 2:47
7. Without Me 2:57
8. My House By The Water 2:34

## Ficha Técnica
- Gravado no Jizz Jazz Studios in Far Rockaway, Queens,New York em março de 2015
- Josh Bonati — masterização
- Kiera McNally — arte da capa
- Yuki Kikuchi —  arte da capa (Another (Instrumental) One)
- Mac — gravações, vozes, instrumento e letras
- Stefan Marx — tipografia